# Condé Nast
Конде́ Наст (англ. Condé Nast) — журнальне видавництво, яке є підрозділом медіакомпанії Advance Publications. У США видавництво випускає 18 споживчих журналів, в тому числі Architectural Digest, Bon Appétit, GQ, The New Yorker, Wired, Vanity Fair і Vogue, а також чотири ділових видання, 27 сайтів і понад 50 програм для мобільних і планшетних пристроїв. Компанія, розташована в Нью-Йорку, була заснована в 1909 році Конде Монтрозом Настом і з 1959 року належить родині Ньюхаус. Семюел Ірвінг Ньюхаус (молодший) є головою і головним виконавчим директором Advance Publications, Чарльз Таунсенд — головний виконавчий директор Condé Nast, а Роберт Соерберг — президент Condé Nast.
Condé Nast вважається творцем концепту журналів про спосіб життя (англ. lifestyle magazines) — типу журналів, орієнтованих на певний клас чи інтереси, а не на максимально можливу аудиторію. Журнали видавництва присвячені широкому колу тем, включаючи подорожі, харчування, дім, культуру та інші інтереси, причому найбільше висвітлюється мода. Пізніше Condé Nast розширив свою пропозицію, яка почала включати маркетингові послуги та орієнтовані на споживача продукти, такі як програми та ліцензійні товари. У 2010 році GQ став першим брендом Condé Nast, доступним на iPad.
Condé Nast International Ltd., що видає міжнародні версії американських брендів, був заснований у 2005 році. Діючи як дочірня компанія Advance Publications, цей підрозділ видає понад 126 журналів і 104 сайтів на 24 ринках у всьому світі.

## Історія

### При Насті
Конде Монтроз Наст заснував свою журнальну імперію в 1909 році з придбанням Vogue, який був створений у 1892 році як нью-йоркський щотижневий журнал про новини суспільства і моди. Спочатку Наст публікував журнал Vogue у Vogue Company, а в 1923 році створив Condé Nast Publications.
Наст оновив Vogue, зробивши журнал одним з найавторитетніших у сфері моди. Згодом портфель Наста розширився за рахунок включення House & Garden, Vanity Fair (недовго називався Dress and Vanity Fair), Glamour і American Golfer. Компанія в 1916 році також представила британський Vogue, і Конде Наст став першим видавцем зарубіжної версії існуючого журналу.
У 1924 році Наст з метою забезпечення кращої якості своїх журналів відкрив нову друкарню, яка проіснувала до 1964 року. У 1932 році на обкладинці Vogue вперше з'явилася кольорова фотографія, і з того року Наст почав поміщати на обкладинки фотоілюстрації замість малюнків. Glamour, що з'явився в 1939 році, став останнім журналом, запущеним особисто Настом, який помер у 1942 році.

### Прихід Ньюхаусів
У 1959 році Семюел Ірвінг Ньюхаус, відомий як Сем, купив право управління Condé Nast, об'єднавши його з приватною холдинговою компанією Advance Publications. Його син, С. І. Ньюхаус (молодший), відомий як Сі, став головою Condé Nast у 1975 році.
За Ньюхаусів у Condé Nast почався період придбань (у 1959 році був придбаний Brides), перегляду концепцій існуючих журналів (закритий у 1936 році Vanity Fair був відроджений у 1983-му) та створення нових журналів (у 1979 році був запущений Self). Після смерті Сема в 1979 році Condé Nast продовжив поглинати видання.

### У Конде-Наст-білдінгу

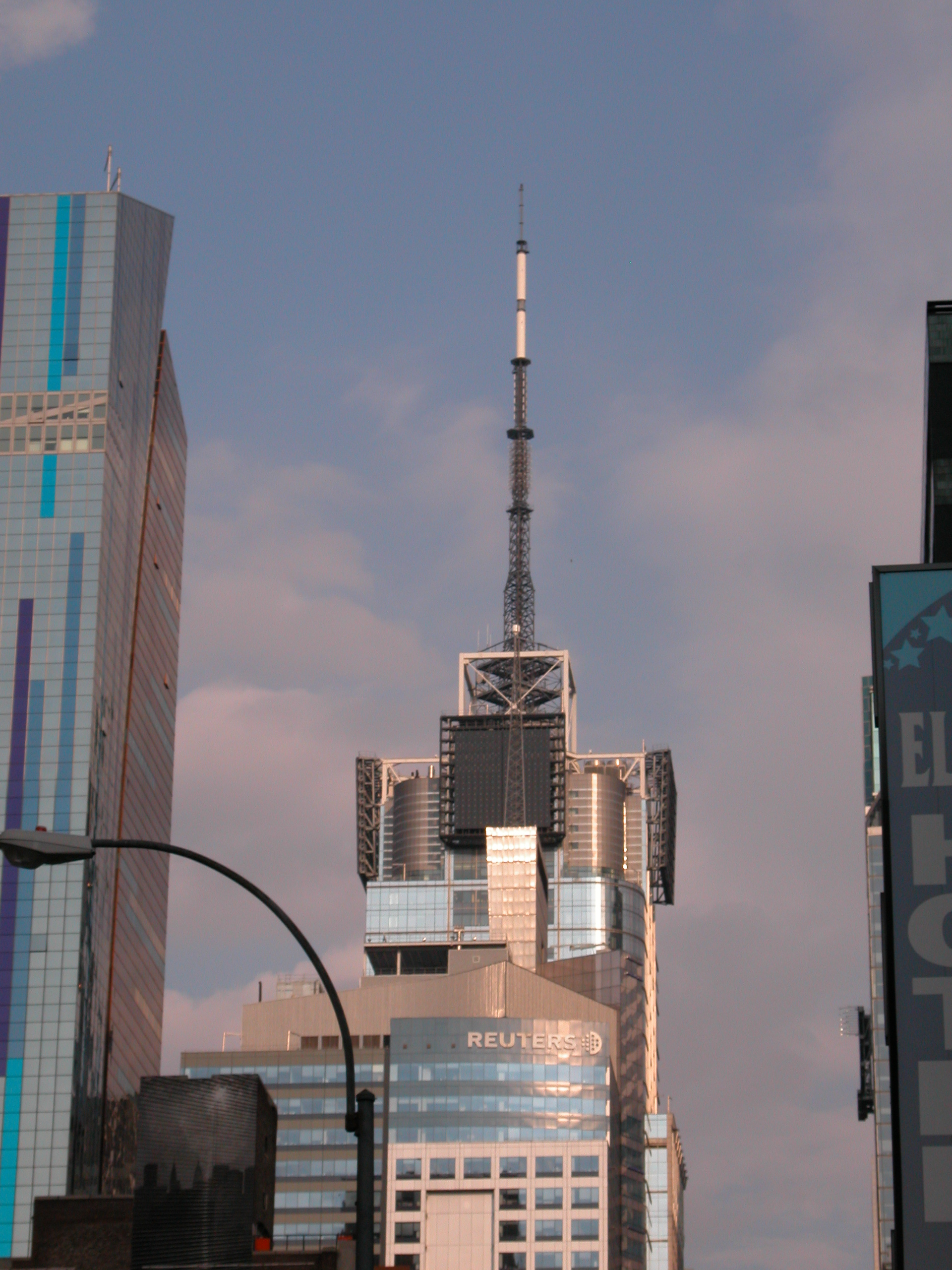
Штаб-квартира Condé Nast у Нью-Йорку

У червні 1999 року Condé Nast переїхав з Медісон-авеню, 350, на Таймс-сквер, 4, у хмарочос, побудований першим у Нью-Йорку з 1992 року і який розміщував кафе Френка Гері. Новий хмарочос, який отримав назву Конде-Наст-білдінг, перетворив сам Таймс-сквер.
У серпні 1999 року Condé Nast купив у The Walt Disney Company видавництво Fairchild Publications (нині відоме як Fairchild Fashion Media), що випускає журнали W і WWD. У жовтні 2006 року Condé Nast придбав соціальний новинний сайт Reddit, який у вересні 2011 року був виділений у дочірню компанію. У травні 2008 року видавництво оголосило про придбання ще одного популярного сайту про технології, Ars Technica.
У 2007 році компанія закрила жіночий журнал Jane після серпневого номера, а потім закрила його сайт. Один з найстаріших брендів Condé Nast, американське видання House and Garden, припинило існування після випуску від грудня 2007 року.
У жовтні 2009 року Condé Nast оголосив про закриття трьох своїх видань: Cookie, Modern Bride і Elegant Bride. Журнал Gourmet перестав щомісяця публікуватися з листопада 2009 року; бренд Gourmet пізніше був відроджений у вигляді додатку Gourmet Live для iPad, через яке публікуються рецепти, інтерв'ю, статті та відео. У 2009 році також були закриті Portfolio і Domino.
У липні 2010 року Роберт Соерберг став президентом Condé Nast. З його призначенням видавництво стало менше покладатися на друковану рекламу і стало приділяти більше уваги розвитку цифрових платформ, інноваційних продуктів і нових маркетингових послуг для отримання доходу. У травні 2011 року Condé Nast став першим великим видавцем, що представив підписки для iPad, почавши з The New Yorker; компанія з тих пір випустила iPad-підписки для дев'яти своїх видань.
У тому ж травні Next Issue Media, спільне підприємство п'яти американських видавництв, включаючи Condé Nast, оголосило про запуск підписок для пристроїв на Android, спочатку доступних для Samsung Galaxy Tab. У вересні 2011 року Condé Nast заявив, що запропонує 17 своїх брендів для Amazon Kindle Fire.
У червні 2011 року Condé Nast оголосив, що переведе свою штаб-квартиру в 2015 році у Всесвітній торговий центр 1.